# Luna 24
Luna 24 va ser una missió espacial no tripulada del programa Luna de la Unió Soviètica. L'última sèrie de naus Luna, la missió de la sonda Luna 24 va ser el tercer intent soviètic per aconseguir mostres de sòl lunar de la Lluna de la Terra (les primeres dues missions de retorn de mostra van ser Luna 16 i Luna 20). La massa seca orbital de la nau espacial va ser 4800 kg.
La sonda va allunar a Mare Crisium (Mar de Crisis). La missió va retornar 170,1 g de mostres lunars a la Terra el 22 d'agost de 1976.
| Missió lunar | Mostres retornades | Any  |
| ------------ | ------------------ | ---- |
| Luna 16      | 101 g              | 1970 |
| Luna 20      | 30 g               | 1972 |
| Luna 24      | 170.1 g            | 1976 |

Luna 24 va ser el tercer intent de recuperar una mostra de l'inexplorat Mare Crisium, la ubicació d'un gran mascon lunar (després del Luna 23 i un fracàs de llançament a l'octubre de 1975). Després d'una correcció de trajectòria l'11 d'agost de 1976, Luna 24 va entrar en òrbita lunar tres dies després. Els paràmetres orbitals van ser de 115 per 115 km a 120° d'inclinació. Després de nous canvis a la seva òrbita, Luna 24 va ser aterrat de manera segura a la superfície lunar a les 06:36 UT del 18 d'agost de 1976 en latitud nord de 12°45' i 62°12' de longitud est, no gaire lluny on va allunar el Luna 23. La ubicació exacta de l'aterratge (12.7145° N, 62.2097° E) va ser determinat per les càmeres orbitals de la sonda Lunar Reconnaissance Orbiter el 2012.
Sota l'ordre del control de terra, l'aterrador va desplegar el braç de mostres i va moure el cap de perforació a uns dos metres en sòl proper. La mostra es va guardar de manera segura a la petita càpsula de retorn, i després de gairebé un dia a la Lluna, Luna 24 va ascendir correctament a les 05:25 UT el 19 d'agost de 1976. Després d'un viatge de tornada sense incidents, la càpsula del Luna 24 va entrar a l'atmosfera de la Terra i va activar els paracaigudes per aterrar amb seguretat a les 17:55 UT del 22 d'agost de 1976, a uns 200 km al sud-est de Surgut a l'oest de Sibèria. L'estudi dels 170,1g de sòl lunar recuperats va indicar una estructura de tipus laminat, com si s'establís en dipòsits successius. La Unió Soviètica va intercanviar un gram de la mostra de la missió per una mostra de lunar de la NASA el desembre de 1976. Luna 24 va ser l'última nau lunar llançada per la Unió Soviètica. Va ser també l'última nau espacial que va fer un aterratge suau a la Lluna fins a l'aterratge del Chang'e 3 el 14 de desembre de 2013, 37 anys després.

## Detecció d'aigua en mostres retornades
Al febrer de 1978, els científics soviètics M. Akhmanova, B. Dement'ev, i M. Markov de l'Institut Vernadsky de Geoquímica i Química Analítica van publicar un document que reclama una detecció d'aigua de forma definitiva. El seu estudi va mostrar que les mostres que van tornar a la Terra mitjançant la sonda que contenia aproximadament un 0,1% d'aigua per massa, tal com es veu en l'espectroscòpia d'absorció per infraroig (aproximadament 3 µm de longitud d'ona), a un nivell de detecció unes 10 vegades per sobre del llindar.